# Station Tjæreborg
Station Tjæreborg is een spoorwegstation in Tjæreborg in de Deense gemeente Esbjerg. Het station ligt aan de spoorlijn Lunderskov - Esbjerg die in 1874 in bedrijf werd genomen. Het station wordt enkel bediend door de trein Esbjerg - Tønder. Het oorspronkelijke stationsgebouw is verdwenen.